# Tómas Gislason
Tómas Gislason (født 29. juli 1961 i København) er en dansk-islandsk dokumentarfilminstruktør.
Han står bag dokumentarfilmen Den højeste straf med Ole Sohn om Arne Munch-Petersens skæbne under Stalins udrensninger, og dokumentarfilm om blandt andet Jørgen Leth (Fra hjertet til hånden, 1994), Aqua (Turn back time, 2005) samt Bjarne Riis og hans cykelhold (Overcoming, 2005).
Derudover har han virket som filmklipper, hvor især klipningen af Een gang strømer fra 1987 nævnes.

## Filmografi
Har arbejdet med følgende 12 film:
- Zappa (1983)
- Busters verden (1984)
- Forbrydelsens element (1984)
- Take it Easy (1986)
- Time out (1988)
- En afgrund af frihed (1989)
- Perfect world (1990)
- Den store badedag (1991)
- Europa (1991)
- Riget I (1994)
- I Kina spiser de hunde (1999)
- Dancer in the dark (2000)

Har arbejdet med følgende 3 TV serier:
- Een gang strømer
- Riget
- Busters verden

## Priser
Robert for Årets klipper  i filmen Forbrydelsens element (1985)